# Garbatella

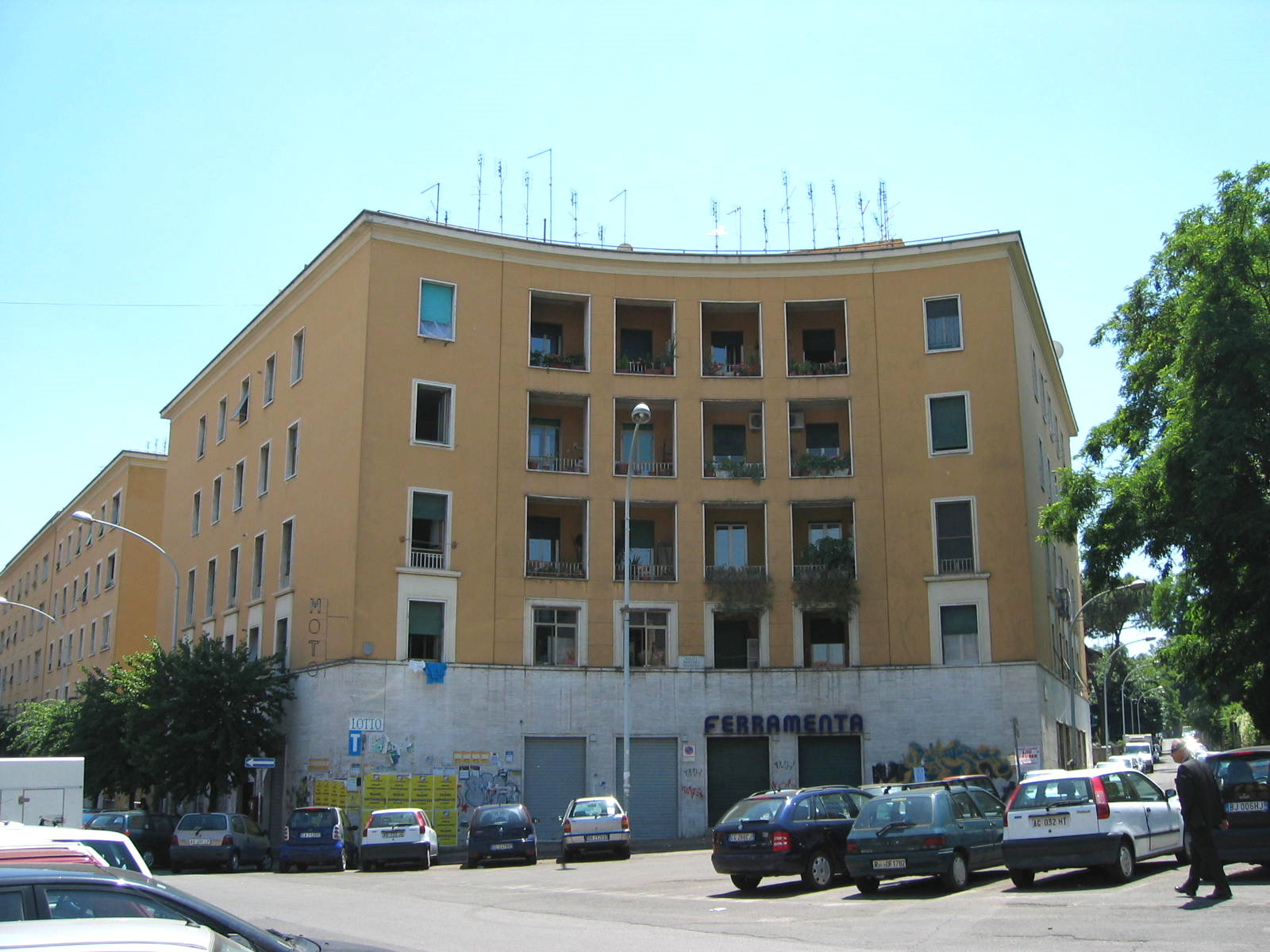
Modernt bostadshus vid Piazza Pantero Pantera i Garbatella

Garbatella är en arbetarstadsdel i södra Rom, uppförd på 1920-talet. Den anlades utanför det stadsplanelagda området, där tomtpriserna var lägre. Arkitekten Gustavo Giovannoni projekterade en trädgårdsstad med småskalig bebyggelse. 
Den första etappen genomfördes åren 1920–1922 och omfattade fyra kvarter med Piazza Benedetto Brin som centrum.

## Kyrkobyggnader
- Santa Famiglia di Gesù, Maria e Giuseppe
- San Filippo Neri in Eurosia
- San Francesco Saverio alla Garbatella
- Santa Galla
- Santi Isidoro e Eurosia

## Kommunikationer
- Tunnelbanestationen Garbatella